# Русская Коса
Русская Коса — деревня в Кизнерском районе Удмуртской Республики России.

## География
Деревня находится в юго-западной части республики, в зоне хвойно-широколиственных лесов, на берегах реки Куморки, на расстоянии примерно 27 километров (по прямой) к северу от посёлка Кизнер, административного центра района. Абсолютная высота — 145 метров над уровнем моря.

### Климат
Климат характеризуется как умеренно континентальный. Среднегодовая температура воздуха — 2,5 °С. Средняя температура воздуха самого тёплого месяца (июля) — 18,7 °C; самого холодного (января) — −14,2 °C. Среднегодовое количество атмосферных осадков составляет 400—450 мм, из которых до 300 мм выпадает в тёплый период.

### Часовой пояс
Деревня Русская Коса, как и вся Удмуртская Республика, находится в часовой зоне МСК+1. Смещение применяемого времени относительно UTC составляет +4:00.

## Население
| 2010 | 2012 | 2015 |
| ---- | ---- | ---- |
| 206  | ↘201 | ↘181 |

### Национальный состав
Согласно результатам переписи 2002 года, в национальной структуре населения русские составляли 54 % из 284 чел., удмурты — 46 %.